# Honduras i olympiska sommarspelen 1996
Honduras deltog i de olympiska sommarspelen 1996 med en trupp bestående av sju deltagare, men ingen av landets deltagare erövrade någon medalj.

## Boxning
Lätt flugvikt
- Geovany Baca
  - Första omgången — Förlorade mot Anicet Rasoanaivo (Madagaskar) på poäng (0-12)

Flugvikt
- Darwin Angeles
  - Första omgången — Förlorade mot Serhiy Kovhanko (Ukraina) på poäng (6-12)

## Friidrott
Damernas längdhopp
- Pastora Chávez

## Judo
- Leonardo Carcamo
- Dora Maldonado
- Jeny Rodríguez